# Michiko Yamamoto
Michiko Yamamoto (山本道子, Yamamoto Michiko) (née le 4 décembre 1936) est le nom de plume d'une écrivaine japonaise de nouvelles et de poésie des ères Showa et Heisei du Japon. Son vrai nom est Michiko Furuya.

## Biographie
Yamamoto est née à Nakano et diplômée de l'université d'Atomi en 1957. Ses trois premières nouvelles, Mahō, Ame no Isu et Betei-san no Niwa paraissent dans les éditions de mars, juillet et novembre 1972 du magazine Shinchō. Rōjin no Kamo est publié en août 1972 dans le Fūkei magazine. Ces quatre histoires paraissent plus tard dans un numéro collectif. Elles sont basées sur trois années passées à Darwin, Australie, où elle a accompagné son mari en 1969. D'autres collections ont été écrites depuis.
Elle vit à Kamakura avec son mari et ses deux filles.

## Prix littéraires
- 1972 Yamamoto reçoit le prestigieux prix Akutagawa pour Betei-san no Niwa (« Le jardin de Betty »). “Betty-san” devient le titre récurrent de la collection.
- 1973 Le prix Shinchō pour les nouveaux écrivains avec Mahō (« Pouvoirs »).